# 明興里 (臺北市)
明興里為台灣台北市文山區轄下一里，屬木柵次分區。里名中的明來自舊地名馬明潭，興則來自前身順興里。

## 沿革
本地舊稱馬明潭。《臺北縣志》記載:「乾隆八年（1743），泉州人鄭可推開闢。」。但根據《木柵馬鳴潭鄭氏族譜暨家規條例法》，鄭可推本人已於1709年(康熙四十八年)去世，因此實際來到馬明潭開墾的實為鄭可推之子鄭必提、鄭必陀兄弟。
乾隆年間本地隸屬霧里薛內湖庄，至同治年間改為內湖庄所轄。
直至1895年（明治28年），日治時期調整行政區劃，改制為台北縣文山堡內湖庄，1901年（明治34年）劃入新設立的深坑廳，1920年（大正9年）改制為臺北州文山郡深坑庄內湖(大字)下崙尾(小字)。
戰後，中華民國調整行政區劃，本地改制為台北縣深坑鄉中興村，1965年由中興村分出建興村。至1968年（民國57年）木柵鄉併入台北市，建興村改制建興里，1974年（民國63年）自建興里分出設置明興里。至1990年（民國79年）台北市行政區劃調整時，改為台北市文山區明興里至今。

## 里界
- 東至：秀明路一段19巷27號與木柵里為界
- 西至：興隆路四段89號與明義里為界
- 南至：木柵路二段與明義里為界
- 北至：興隆路四段1巷與興家里、木柵里為界